# Cuando los acéfalos predominan
Cuando Los Acéfalos Predominan es el cuarto álbum de estudio de la banda venezolana Rawayana, estrenado en el año 2021. Fue lanzado a través del sello Brocoli Records, y cuenta con las colaboraciones de Akapellah, Los Amigos Invisibles y Fer Casillas.
El disco fue pensado como una crítica a los gobiernos latinoamericanos, la corrupción, el nepotismo y los conflictos ideológicos que aún se viven en muchos países de la región. Principalmente, las temáticas de las canciones se enfocan en criticar, a través de metáforas y eufemismos, al gobierno venezolano y a la situación que vive dicho país, de donde es originaria la banda.
Fue grabado en la Ciudad de México, donde está radicada actualmente la banda.

## Lista de Canciones
| N.º | Título                           | Compositor(es)                                                                | Duración |
| --- | -------------------------------- | ----------------------------------------------------------------------------- | -------- |
| 1.  | "Nuestro Amanecer"               | Alberto Montenegro, Andrés Story                                              | 3:56     |
| 2.  | "Laberinto"                      | Alberto Montenegro, Andrés Story                                              | 3:22     |
| 3.  | "Welcome To El Sur"              | Alberto Montenegro, Andrés Story, Eddie Cisneros, Josué Deprat, Orestes Gómez | 3:13     |
| 4.  | "Into You"                       | Alberto Montenegro, Andrés Story, Eddie Cisneros                              | 4:24     |
| 5.  | "Váyanse Todos A Mamá"           | Alberto Montenegro, Julio Briceño                                             | 5:00     |
| 6.  | "Mi Amigo Luis"                  | Alberto Montenegro, Andrés Story                                              | 6:33     |
| 7.  | "Menguante"                      | Alberto Montenegro, Andrés Story, Orestes Gómez, Pedro Elías Aquino           | 4:54     |
| 8.  | "En Tu Mar"                      | Alberto Montenegro, Andrés Story, Fernanda Casillas                           | 5:30     |
| 9.  | "El Avión de Lenín Pérez-Bernal" | Alberto Montenegro, Andrés Story, Jeff Fontanez                               | 4:35     |
| 10. | "Resentment Joint I"             | Alberto Montenegro                                                            | 3:32     |
| 11. | "Camarones y Viniles"            | Alberto Montenegro, Andrés Story                                              | 5:21     |
| 12. | "Nah Webona' Vladimir"           | Alberto Montenegro, Andrés Story, Jose Luis Pardo, Pedro Elías Aquino         | 5:32     |
| 13. | "Resentment Joint II"            | Alberto Montenegro                                                            | 1:46     |
| 14. | "F-350"                          | Alberto Montenegro, Andrés Story, Orestes Gómez, Pedro Elías Aquino           | 6:37     |
| 15. | "Discúlpeme Usted"               | Alberto Montenegro, Eddie Cisneros, Joel Martínez                             | 8:28     |